# Carmichaelia ramosa
Carmichaelia ramosa är en ärtväxtart som beskrevs av George Simpson. Carmichaelia ramosa ingår i släktet Carmichaelia och familjen ärtväxter. Inga underarter finns listade i Catalogue of Life.